# Sundbyberg Heat
Sundbyberg Heat är en svensk basebollklubb, från Stockholmsförorten Sundbyberg i Sundbybergs kommun, som spelar i Elitserien. Klubben har blivit svenska mästare i baseboll vid fem tillfällen, 1984, 1985, 1986, 2003 och 2006. Sundbyberg Heat spelar sina hemmamatcher på Örvallen, Sveriges nationalarena för baseboll.